# Дворец Вильгельминенберг
Дворец Вильгельминенберг (нем. Palais Lieben-Auspitz) — бывший дворец начала 20 века, который сейчас является четырехзвездочным отелем, рестораном и конференц-залом. Он расположен на восточных склонах Галлицинберга, в западной части Венского Леса австрийской столицы Вены.

## История

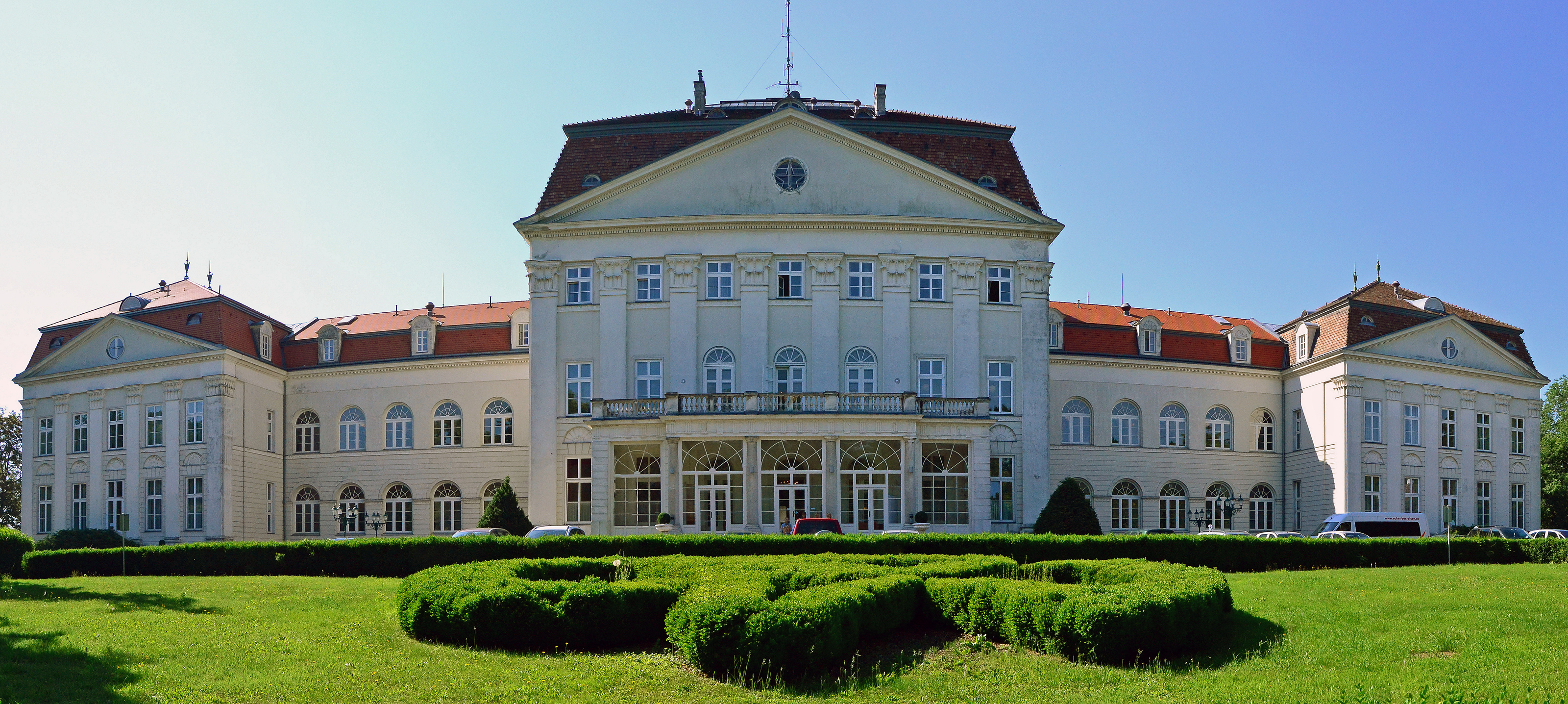
Дворец Вильгельминенберг, фасад

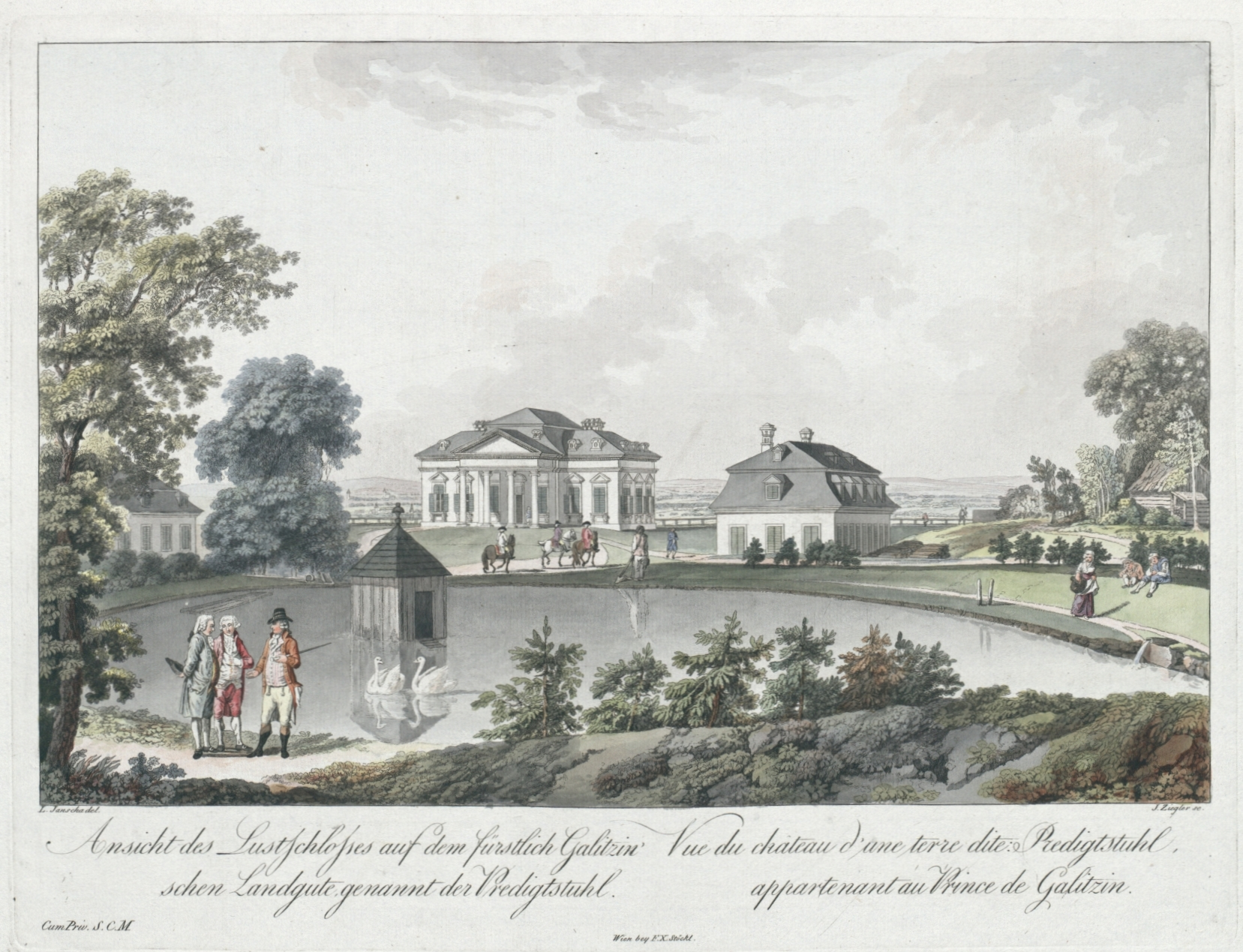
Дворец наслаждения князя Галлицына, около 1810 года

В 1781 году фельдмаршал Франц Мориц фон Ласси приобрел собственность в Оттакринге на горе, называемой Предигштуль, и приступил к строительству дворца. Его друг, русский посол в Вене, князь Димитрий Михайлович Голицын, в честь которого впоследствии была названа гора, выкупил у него собственность, а впоследствии приобрел другие части леса и пастбищ у общины Оттакринг, которую он перепланировал под парк, существующий по сей день. Несколько прудов, круглый храм, римские руины и охотничий домик украшали парк. После смерти Голицына в 1793 году это имущество унаследовал Николай Петрович Румянцев.
После нескольких смен владельца, принц Юлий фон Монлеарт и его жена Мария Кристина в 1824 года открыли замок, который уже нуждался в реконструкции. В 1838 году его увеличили на два боковых крыла.
После смерти принца вспыхнул наследственный спор, поэтому имущество было предложено продать по решению суда за 125 000 гульденов. Сын Морис де Монлеар подарил замок и территорию своей супруге Вильгельмине в 1866 году. Поскольку его просьба переименовать из Галлицинберга в Вильгельминберг официально не была удовлетворена, принц имел панели с надписью «Вильгельминберг», прикрепленные ко всем входам в замок, и таким образом добился косвенного изменения названия.
16 марта 1887 года принц умер и по просьбе своей вдовы был похоронен у замка в мавзолее, построенном в неоготическом стиле. Принцесса Вильгельмина распределила наследство среди своих родственников, сохраняя только свое личное имущество и доходы Вильгельминенберга. Из-за ее щедрости к бедным ее называли «Ангелом Вильгельминенберга». 26 марта 1895 года она умерла и была похоронена рядом с мужем в мавзолее.

### Снос и новостройка (1903 год)

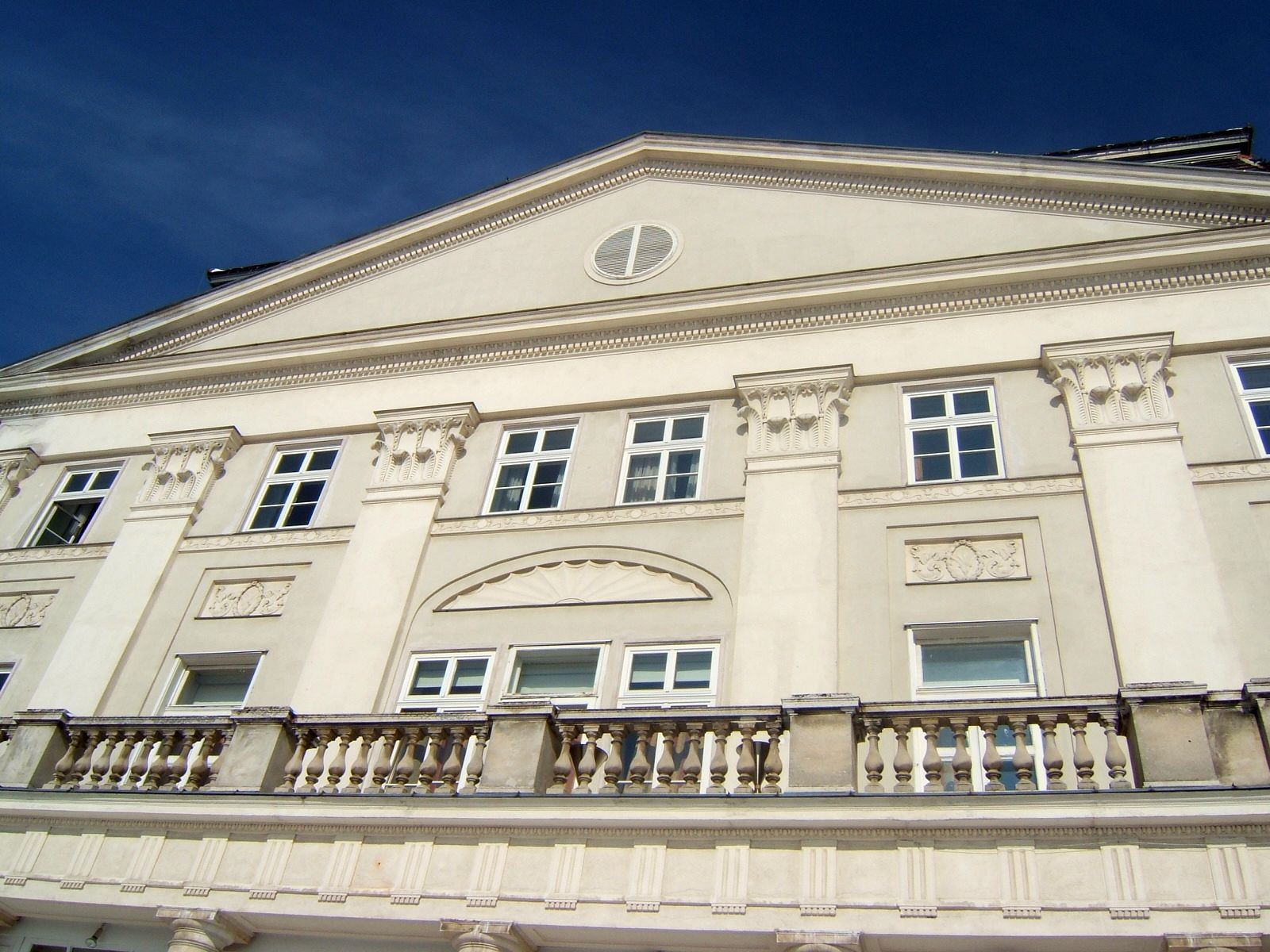
Тыл

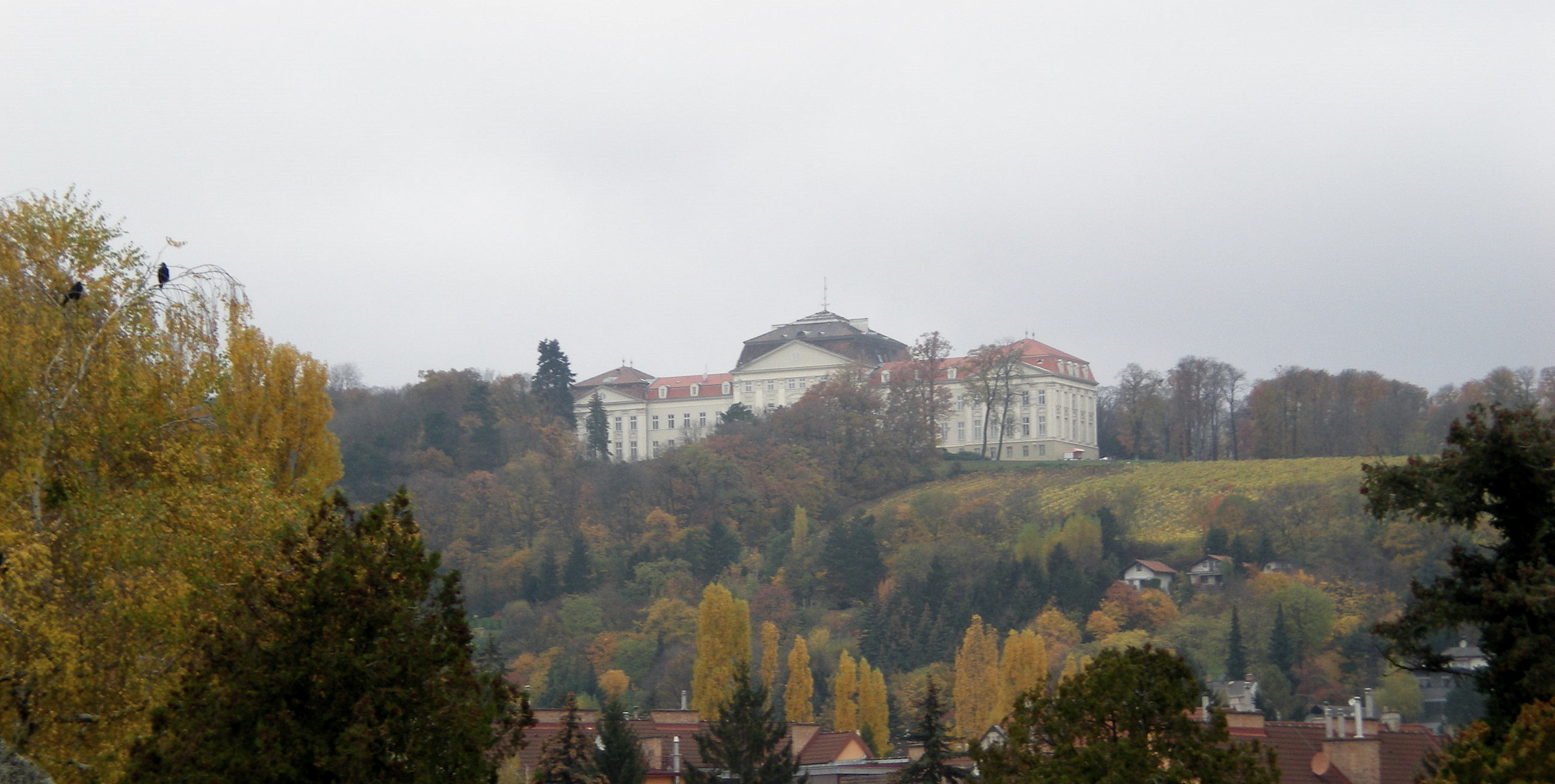
Вид с кладбища Оттакринга на Либхартшталь и дворец Вильгельминенберг

В 1903–1908 года ветхий замок был разрушен, а дворец в стиле неоампир построен по планам архитекторов Эдуарда Фрауэнфельда (1853–1910) и Игнаца Совинского как место жительства австрийских эрцгерцогов. Расходы на строительство, включая хозяйственные постройки, составили 1.4 миллиона крон. Владыкой замка был эрцгерцог Райнер Фердинанд, а с января 1913 года - его племянник эрцгерцог Леопольд Сальватор.

### Годы войны и последствия
Во время Первой мировой войны замок был превращен в больницу и оздоровительный дом для жертв войны.
Его приобрел директор банка Цюриха Вильгельм Амманн в 1922 году. 16 ноября 1926 года город Вена, приобретя его на аукционе по выкупу имущества, стал новым владельцем дворца, включая вспомогательные помещения и парк, и создал в нем в 1927 году муниципальное детское общежитие. С 1934 по 1939 года в помещении было место Венского хора мальчиков. В марте 1938 года он был конфискован националистами и передан Австрийскому легиону. В годы войны замок вновь использовался как армейский госпиталь, соединенный с соседним Вильгельмингоспиталем.
В 1945 году он был переделан в дом для детей, нуждающихся в релаксации, и бывших узников концлагерей. В 1950 году лечебная учебная наблюдательная станция переехала из Шпигельгрунда в замок Вильгельминенберг.

### Дом для учащихся специальных школ/Жестокое обращение (с 1961 года)
С 1961 по 1977 года здание служило домом для девочек специальных школ (впоследствии существовала и мальчишеская группа). В 2011 году стало известно, что в это время происходили многочисленные нападения и изнасилования размещавшихся девушек. Городская администрация чувствовала себя вынужденной создать комиссию для расследования этих уголовных случаев, уже давно утративших законную силу.
Злоупотребления в школе Вильгельминенберг (и других муниципальных школах) также привели к требованию пересмотра исковой давности, чтобы виновные могли нести ответственность.

### С 1986 года
1 июля 1986 г. вице-мэр Ганс Майр объявил, что замок будет отремонтирован и превращен в гостевой дом. В 1988 году, после 14-месячного периода строительства, был открыт 3-звездочный «Gästehaus Schloss Wilhelminenberg». После трехлетней длительной реконструкции он был поднят в категорию 4-звездочных отелей. Сегодня отель работает под брендом «Austria Trend Hotels» фирмы «Verkehrsbüro Hotellerie GmbH».